# 科爾巴赫河 (多瑙河支流)
48°49′42″N 12°57′8″E / 48.82833°N 12.95222°E
科爾巴赫河是德國的河流，位於該國東南部，由巴伐利亞負責管轄，屬於多瑙河的左支流，河道全長19.6公里，流域面積70.6平方公里，發源自貝恩里德。